# بيت المعافا (مدينة حجة)

تعديل مصدري - تعديل

بيت المعافا هي إحدى قرى عزلة حملان بمديرية مدينة حجة التابعة لمحافظة حجة، بلغ تعداد سكانها 334 نسمة حسب تعداد اليمن لعام 2004.